# ラインホルト・メスナー
ラインホルト・メスナー（Reinhold Andreas Messner、1944年9月17日 - ）は、イタリア・南チロル出身の登山家、冒険家、作家、映画製作者。1986年に人類史上初の8000メートル峰全14座完全登頂（無酸素）を成し遂げたことで知られる。

## 来歴
イタリア北部、トレンティーノ＝アルト・アディジェ州ボルツァーノ自治県（南チロル）のブレッサノーネ（ドイツ語名: ブリクセン）で生まれ、近郊のフーネス（ドイツ語名: フィルネス）で成長する。父親は教師で、7人の兄弟と1人の姉妹と共に大家族で育った。南チロルはドイツ語圏で、メスナーはドイツ語とイタリア語の母語話者であり、英語も流暢である。
十代の頃から東アルプスで500回を超える登攀をこなし、1966年、22歳のときにグランド・ジョラス北壁（ウォーカー側稜）を攻略。1969年も三大北壁の中でも最も難易度が高いとされるアイガー北壁を当時の世界最短記録で攻略。5年後の1974年にも再びアイガーを攻略し、ペーター・ハーベラーとともに自身が持つ世界最短登頂記録を更新した。

### ナンガ・パルバット、弟ギュンターの喪失
1970年、ナンガ・パルバットの、標高差約4800mの世界最大の岩壁・ルパール壁初登攀を目指す遠征隊に、弟のギュンターと共に参加した。登攀の最終段階で天候が悪化するという予報のため、ラインホルトのみが最終キャンプから単独アタックを敢行することとなった。弟のギュンターは下山用の固定ロープを設置する役割だったが独断で兄の後を追い、合流した2人はルパール壁の初登攀に成功した。しかし単独登攀のつもりだったためザイルを持たず、ギュンターが体力を激しく消耗したため下山が困難となる。そのためルパール壁の反対側にある、比較的容易に下降できるディアミール壁からの下山を試みる。テントもシュラフもない状態でビバークを重ね、瀕死の状態で下山したが、ラインホルトは最後に弟とはぐれてしまい、見失ってしまう（このころ遠征隊はメスナー兄弟の生存を絶望視し、キャンプの撤収を開始していた）。重度の凍傷に罹り、歩行も困難な状態で動けなくなったところを地元住民にかついで運ばれ、偶然通りかかったパキスタン軍のジープに救われ、帰路についていた遠征隊となんとか遭遇できたものの、弟のギュンターのほうはついに戻ってこなかった。この登山でラインホルトは重度の凍傷に罹り、本国に帰国した後、足の指を6本切断することになった。また兄として弟の死の責任も問われ、重い十字架を背負うこととなる（その後、ラインホルトは弟ギュンターの遺体を捜すためにナンガ・パルバットへ10回行くことになる）。
メスナー兄弟のルパール壁登攀や遭難の経緯は、後に『ヒマラヤ 運命の山』として映画化された（原題「ナンガ・パルバット」）。 

### 数々の輝かしい登山と冒険
この悲劇的なナンガ・パルバット登頂以降、17年の歳月をかけて1986年には人類史上初となる8000メートル峰全14座完全登頂に成功した。その間に1975年に、ガッシャーブルムI峰でハーベラーとのコンビで世界で初めて8000メートル峰をアルパインスタイルで登頂。1978年、ナンガ・パルバットで世界で初めて8000メートル峰をベースキャンプから単独・アルパインスタイルで登頂。さらに同年、ハーベラーとのコンビで人類初のエベレスト無酸素登頂に成功。2年後の1980年には途中、一度クレバスに転落する事故を乗り越えてエベレスト無酸素単独登頂の偉業を成し遂げた。1982年にはカンチェンジュンガ、ガッシャーブルムII峰、ブロード・ピークという8000メートル峰を1年の間に次々と登頂。チョ・オユーにおける同年の厳冬期登頂には失敗したものの、翌年春に再挑戦し頂上に到達している。1984年には世界初のガッシャーブルムI＆II峰縦走に成功した。
また、登山以外でも、グリーンランド、南極大陸（1990年に92日間をかけ走破）、ゴビ砂漠、タクラマカン砂漠の横断を成し遂げている。
永年の登山への貢献により、2001年にはイギリス王立地理学会の金メダル（パトロンズ・メダル）を、2018年にはアストゥリアス皇太子賞スポーツ部門を受賞した。

### 弟ギュンターの遺体の発見
2005年9月、1970年のナンガ・パルバット登攀の際に遭難した実弟のギュンター・メスナーの遺体が発見された。ラインホルトはギュンターと共にこの登山に臨んでおり、一部では弟の遭難死の原因を作ったのではないかと非難されていた。これに対しラインホルトは弟の遺品が自分の仮説通りの地点で発見されたことで、その疑いは晴れたと訴えた。弟の遺体は家族の立会いの下、地元の村で火葬された。
現在はトレンティーノ＝アルト・アディジェ州の名誉市民となり、自身が所有する13世紀頃に建築された城で生活している。
　　

## 登頂記録

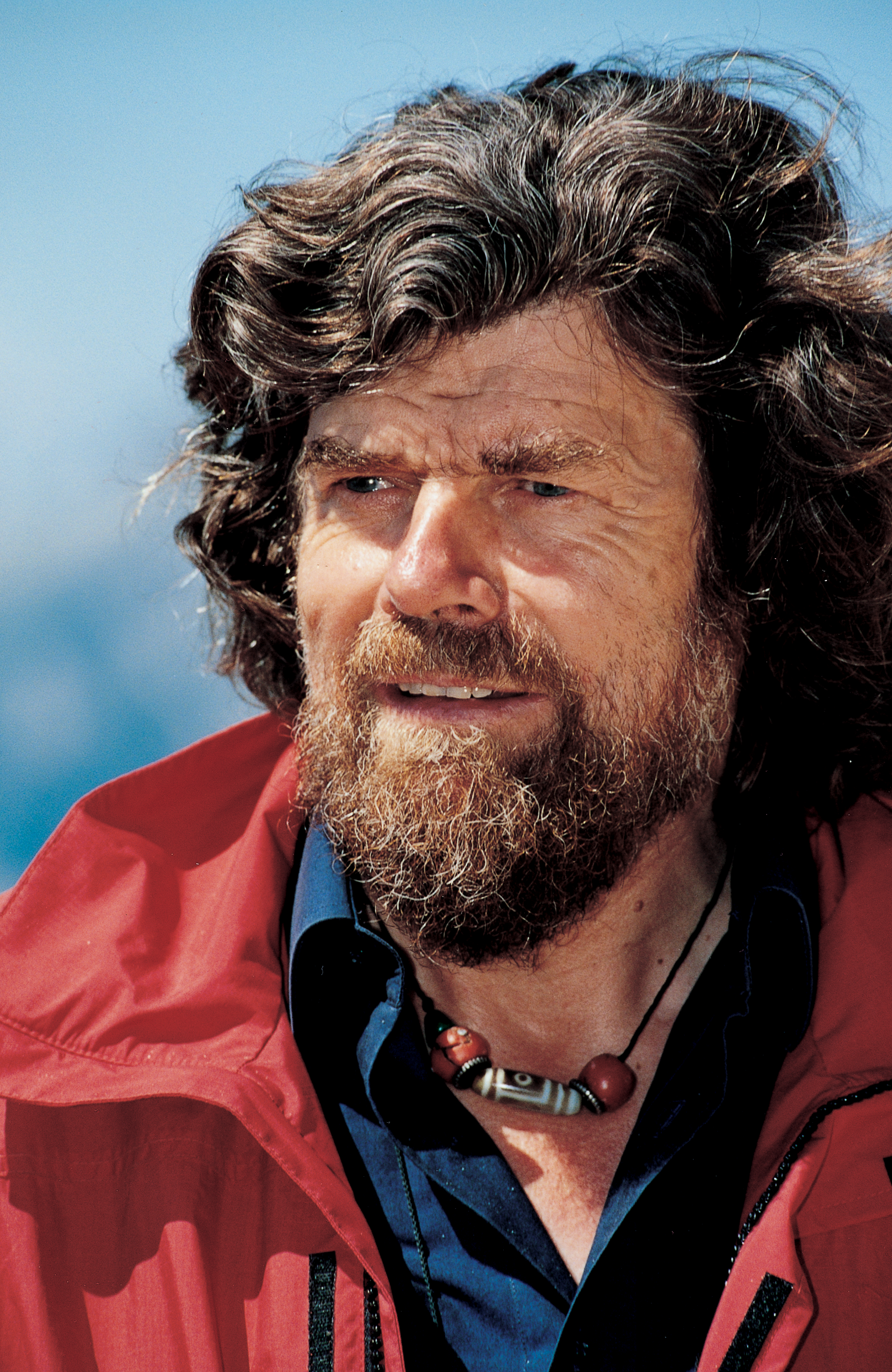
ラインホルト・メスナー

### 8000メートル峰14座の登頂記録
全て無酸素で登頂。
- 1970年 ナンガ・パルバット (8125m)
- 1972年 マナスル (8163m)
- 1975年 ガッシャーブルムI峰 (8068m)
- 1978年 エベレスト(8848m)、ナンガ・パルバット（単独）
- 1979年 K2 (8611m)
- 1980年 チョモランマ(エベレスト）（単独）
- 1981年 シシャパンマ (8027m)
- 1982年 カンチェンジュンガ (8586m)、ガッシャーブルムII峰 (8035m)、ブロード・ピーク (8047m)
- 1983年 チョ・オユー (8201m)
- 1984年 ガッシャーブルムI峰 (8068m)、 ガッシャーブルムII峰 (8035m)  ベースキャンプに帰還せず縦走による連続登頂
- 1985年 アンナプルナI峰 (8091m)、ダウラギリ (8167m)
- 1986年 マカルー (8462m)、ローツェ (8516m)

### その他の登頂（抜粋）
- 1966年 グランド・ジョラス(4208m)
- 1969年 アイガー北壁　当時世界最短となる1日半で登頂
- 1972年 ノシャック (7492m)
- 1974年 アイガー北壁　5年前の記録を上回る10時間で登頂
- 1974年 アコンカグア (6959m)
- 1976年 マッキンリー山 (6168m) 南西壁　世界初登頂
- 1978年 キリマンジャロ (5895m)
- 1981年 チャムラン（英語版） (7317m)
- 1986年 ヴィンソン・マシフ (4897m)
- 1994年 シヴリン (6543m)

## 著書
- 横川文雄訳『第7級：極限の登攀 技術=トレーニング=体験』（山と渓谷社, 1974年）
- 岡沢祐吉訳『マナスルの嵐』（二見書房, 1978年）
- 横川文雄訳『挑戦：二人で8000メートル峰へ』（山と渓谷社, 1978年）
- 横川文雄訳『大岩壁：その歴史・ルート・体験』（山と渓谷社, 1978年）
- 横川文雄訳『エヴェレスト：極点への遠征』（山と渓谷社, 1979年）
- 横川文雄訳『冒険への出発：五大陸の山々で』（山と渓谷社, 1979年）
- 横川文雄訳『ナンガ・パルバート単独行』（山と渓谷社, 1981年）ISBN 4-635-04706-7
- アレッサンドロ・ゴーニャとの共著, 尾崎二治訳『K2-七人の闘い』（山と渓谷社, 1982年）ISBN 4-635-31807-9
- 尾崎二治訳『死の地帯』（山と渓谷社, 1983年）ISBN 4-635-17805-6
- 横川文雄訳『チョモランマ単独行』（山と渓谷社, 1985年）ISBN 4-635-31808-7
- 横川文雄訳『生きた、還った：8000m峰14座完登』（東京新聞出版局, 1987年）ISBN 4-8083-0251-9
- 松浦雅之訳『ラインホルト・メスナー自伝：自由なる魂を求めて』（ティビーエス・ブリタニカ, 1992年）ISBN 4-484-92124-3
- 黒沢孝夫訳『マロリーは二度死んだ』（山と渓谷社, 2000年）ISBN 4-635-53811-7

## 関連書籍
- 中島祥和著『遥かなるマッキンリー：植村直己の愛と冒険』（講談社,1984年）ISBN 4-06-101505-2
- R.フォークス著,新島義昭訳『高みをめざして:ラインホルト・メスナーの素顔』(白水社,1985年)   ISBN 4-560-03002-2
- ジャン＝ルイ・エティエンヌ著,高橋啓訳『南極大陸横断：国際チーム219日間の記録』（早川書房,1991年）  ISBN 4-15-203480-7
- ニコラス・オコネル著,手塚勲訳『ビヨンド・リスク:世界のクライマー17人が語る冒険の思想』（山と渓谷社,1996年）ISBN 4-635-17808-0

## 映像化作品
- 『ヒマラヤ　運命の山（ドイツ語版）』（原題「ナンガ・パルバット」） - 2010年のドイツ映画で、1970年のナンガ・パルバット登頂を映画化。日本では2011年8月 公開された。BS日テレで2014年9月20日放送。